# Waldon O. Watson
Waldon O. Watson (* 20. Januar 1907; † 15. August 1986 in Fullerton, Kalifornien) war ein US-amerikanischer Tontechniker.

## Biografie
Watson begann 1948 als Tontechniker in der Filmwirtschaft Hollywoods bei der Herstellung des Films Adventures of Frank and Jesse James und arbeitete im Laufe seiner Karriere bei über 140 Filmproduktionen mit. 1959 wurde er als Nachfolger von Leslie I. Carey Supervisor für Tontechnik der Universal Studios.
Bei der Oscarverleihung 1962 war er erstmals für den Oscar für den besten Ton nominiert und zwar für Mandelaugen und Lotosblüten (1961). Weitere Oscar-Nominierungen in der Kategorie bester Ton gab es 1963 für Ein Hauch von Nerz (1963), 1964 für Captain Newman, 1965 für Der große Wolf ruft (1964), 1966 für Der Mann vom großen Fluß (1965) sowie zuletzt bei der Oscarverleihung 1967 für Das Mädchen aus der Cherry-Bar (1966).
Auch wenn Watson bei keiner Nominierung den Oscar erhielt, wurde er doch drei Mal von der Academy of Motion Picture Arts and Sciences (AMPAS) ausgezeichnet: Bei der Oscarverleihung 1968 erhielt er den sogenannten Oscar für technische Verdienste (Technical Achievement Award) als Mitarbeiter des Studio Sound Department (SSD) der Universal Pictures „für neue Konzepte beim Design von Filmmusikbühnen“, 1975 den Oscar für Wissenschaft und Entwicklung (Scientific and Engineering Award) zusammen mit Richard J. Stumpf und Robert J. Leonard „für die Entwicklung und Durchführung des Sensurround-Systems zur Vorführung von Filmen“ sowie zuletzt bei der Oscarverleihung 1979 mit Linwood G. Dunn und Loren L. Ryder die John A. Bonner-Medaille „in Anerkennung der herausragenden Dienste und Würdigung der Aufrechterhaltung der hohen Standards der AMPAS“.
Weitere bekannte Filme, bei denen er als Tontechniker mitarbeitete, waren Psycho (1960), Spartacus (1960), Wer die Nachtigal stört (1962) sowie Die Vögel (1963). Während seiner Laufbahn arbeitete Watson mit namhaften Filmregisseuren wie Henry Koster, Delbert Mann, David Miller, Ralph Nelson, Andrew V. McLaglen, Ronald Neame, Alfred Hitchcock, Stanley Kubrick und Robert Mulligan zusammen.